# وثبة إيمان: مذكرات حياة غير متوقعة
وثبة إيمان: مذكرات حياة غير متوقعة (2003) كتاب من تأليف الملكة نور الحسين، زوجة الملك الأردني الراحل الحسين بن طلال. وفيه تُشارك الملكة نور منظورها الشخصي حول العقود الثلاثة الماضية من تاريخ العالم. ويسلط كتاب وثبة إيمان الضوء على كل من وجهة نظر الملكة حول الإسلام والغرب وتحديات تربية أسرتها وعملها كملكة وناشطة إنسانية وكفاحها من أجل حماية زوجها عندما دخل في المرض الذي توفي بسببه عام 1999. قصتها مليئة بذكريات أقوى الناس وأكثرهم إثارة للاهتمام في العالم: الملكة إليزابيث ، جيمي كارتر ، بيير ترودو ، تد تيرنر ، شون كونري ، ريتشارد برانسون وياسر عرفات وأنور السادات. كتبت هذه القصة بعد وفاته ، واصفةً حياتها قبل وأثناء زواجهما ، واصفة معظم الأزمة السياسية التي مر بها ، بما في ذلك أيلول الأسود.